# Kiyomitsu Kobari
Kiyomitsu Kobari (jap. 小針 清允 Kobari Kiyomitsu; ur. 12 czerwca 1977) – japoński piłkarz.

## Kariera klubowa
Od 1996 do 2014 roku występował w klubach Verdy Kawasaki, Vissel Kobe, Vegalta Sendai, Tochigi SC i Gainare Tottori.

## Kariera reprezentacyjna
W 1997 roku Kiyomitsu Kobari zagrał na Mistrzostwach Świata U-20.